# Iglesia de Nuestra Señora del Sagrado Corazón

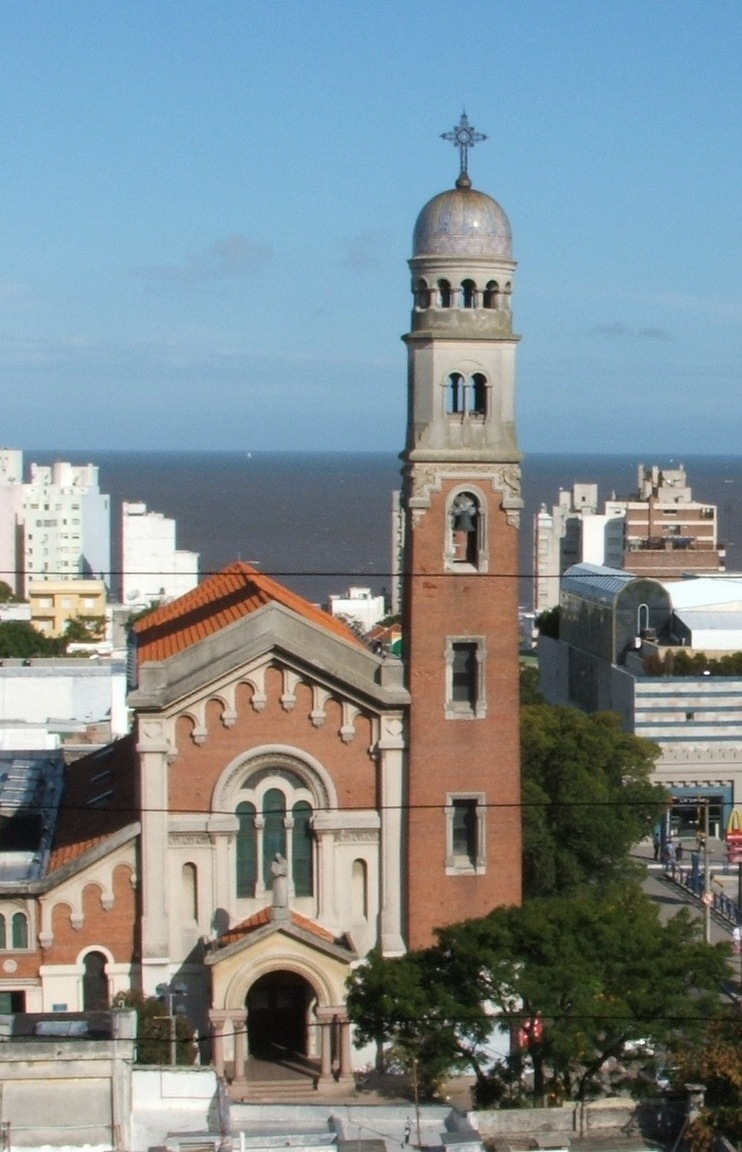
Iglesia de Nuestra Señora del Sagrado Corazón

Die Iglesia de Nuestra Señora del Sagrado Corazón (Kirche Unserer Lieben Frau vom Heiligen Herzen), besser bekannt als Parroquia de Punta Carretas, ist eine Kirche in der uruguayischen Hauptstadt Montevideo. 
Die im montevideanischen Barrio Punta Carretas gelegene, ursprünglich dem Kapuzinerorden zugehörige Kirche befindet sich an der Straßenecke José Ellauri und Solano García. Das neuromanische Bauwerk, entworfen von dem Architekten Elzeario Boix, wurde ab 1917 errichtet und 1927 geweiht. Für den Bau hatten sich der katholische Frauenbund Uruguays sowie der Dichter Juan Zorrilla de San Martín besonders eingesetzt; dieser hielt bei den Einweihungsfeierlichkeiten eine Rede. 
Die Kirche ist mit einer aus dem Jahr 1954 stammenden Walcker-Orgel ausgestattet. Seit 1997 ist die Kirche als Bien de Interés Municipal, ein Gebäude von besonderem städtischen Interesse, klassifiziert.